# Club Social y Deportivo Carchá
El Club Social y Deportivo Carchá es un equipo de fútbol de la Segunda División de Guatemala, con sede en San Pedro Carchá, Guatemala. Este equipo juega sus partidos de local en el Estadio Juan Ramón Ponce Guay.

## Historia
El Deportivo Carchá fue fundado a principios del año 1962 a iniciativa de un grupo de jóvenes deportistas amantes del progreso del terruño y contando con el decidido apoyo del entonces Alcalde Municipal Sr. Elías Magin Sierra de la Cruz (+) quien dicho sea de paso se constituyó como un gran impulsor del deporte al otorgar la ayuda por parte de la municipalidad a equipos de básquetbol, fútbol y construir canchas deportivas. En ese entonces se integró de inmediato una junta directiva para regir los destinos del Deportivo Carchá, se contó con una sede propia en cuyo local se instalaron distintos juegos de salón y allí mismo se celebraban las sesiones para la buena marcha del club. se activó en la búsqueda de socios para el mantenimiento del equipo y se contrató los servicios de su primer entrenador Jimmy Álvarez cuyo sueldo era cubierto por la Alcaldía Municipal.

Fue así como se participó por primera vez en un certamen de fútbol departamental de Alta Verapaz, logrando el segundo lugar en la primera división posteriormente se obtuvo el campeonato departamental en los años de 1965 y 1966. Siendo campeón departamental, en 1965 el Deportivo Carchá participó en los III juegos deportivos nacionales realizados en la ciudad de Puerto Barrios en donde se dejó una muy buena impresión del fútbol desarrollado. En esa época el equipo era dirigido por Gildardo "Frijoles" Barrientos. En el año de 1974 el Deportivo Carchá obtuvo su ascenso a la Liga Mayor B del fútbol nacional y en el año de 1975 participó en un torneo de esa naturaleza. 
El Deportivo Carchá hace su incursión en el fútbol profesional de Guatemala en el año de 1992 gracias a una invitación de la liga mayor de ascenso (hoy en día Segunda División), la invitación se hizo con una semana de anticipación a la fecha de cierre de inscripciones, por lo que tuvo que ser estructurado en pocos días, tomando como base un equipo juvenil que venía desempeñándose en el campeonato departamental.
Precisamente contra estos últimos fue el primer partido del Deportivo Carchá, realizado en el estadio Marte de San Cristóbal, Carchá sufrió su primera derrota  1 - 0. Sin embargo había que pagar derecho de piso y durante la temporada el equipo no obtuvo muy buenos resultados, sin embargo se salvó de descender y se preparó para la siguiente temporada con un cuadro más competitivo, el cual fue evolucionando y aunque no clasificó a las instancias finales, terminó en primer lugar de la fase de descenso, de aquí en adelante el equipo comenzó a mostrar mejor nivel cada temporada recordándose especialmente el equipo de 1994 el cual llegó por primera vez a las instancias finales del ascenso. en la temporada del año 1997 El Deportivo Carchá logró el Campeonato de la Segunda División, lo cual automáticamente lo ascendía a la Primera División del Fútbol Nacional. Su paso por esta liga fue fugaz, ya que únicamente militó un año, en el cual fue Campeón y por consiguiente logra su ascenso a la Liga Nacional de Fútbol, la máxima división del fútbol guatemalteco.
En su primer año en la liga mayor, después de tener un excelente inicio en la primera vuelta, decae en la segunda y se ve obligado a jugar repechaje con Jalapa, equipo de la Primera División, contra el cual logra resultados de 0 - 0 en el partido de ida y 4 - 1 en el de vuelta, logrando su permanencia en la liga. En su segundo año en la Liga (1999) el equipo logra ubicarse en el liderato del torneo durante varias jornadas, teniendo una destacada participación, de la mano de jugadores como Marcos Hernández, Ariovaldo Guilherme, Lauro Guedes, Adulfo Contreras, Leopoldo Posadas, Pablo Rax, Nelson Morales, Dennis Chen, William Castillo, Edy Cabrera y Dani Ortiz entre otros, el Deportivo Carchá realizó su mejor campaña en la Liga Mayor, aunque en la fase final, el equipo se queda en cuartos de final, siendo relegado por el equipo de Municipal, en el torneo de apertura y Santa Lucía en el de Clausura.
En el torneo de clausura 2001 el Deportivo Carchá desciende a la primera división del fútbol guatemalteco, en donde compitió un par de torneos que lo llevaron tristemente a la Segunda División, cuando en la serie por el descenso directo Santa Lucía lo dejó fuera en tanda de penales. El Deportivo se vio resignado a jugar por varios años nuevamente en Segunda División, hasta que en el año de 2006 quedó muy cerca de acceder de nuevo a la Primera División al perder el ascenso directo contra el equipo de Guastatoya y el repechaje en contra de Municipal Jutiapa. Fueron juegos intensos, el primero de ellos definido en tiros desde los 11 metros y el segundo en apretado encuentro contra los Jutiapanecos.
En el Torneo Apertura 2006 Carchá logra una vez más llegar a la final de la Segunda División y con ello obtuvo el derecho de una serie extra por el Ascenso, misma que perdió en tiempos extras contra Amatitlán, equipo que alineó anómalamente al jugador que precisamente le dio la victoria con lo cual el Deportivo fue declarado ganador de la serie y del ascenso a la Primera División.
Más recientemente han jugado en la Primera División Grupo "A" o "B". Ellos son apodados como Los Hombres Peces.
El Deportivo Carchá ha tenido como entrenadores a las siguientes personas, Jimmy Álvarez, Gildardo Barrientos, Rodolfo Amílcar Rivera, Carlos Cloth, Luis Jacobo Caballeros, Abraham Chocooj, Carlos Raúl Juárez, Juan Carlos Alonzo, Julián Trujillo, Ramón Celaya, Marco Antonio Matheu, Luis "Ruso" Estrada, Eduardo Santana, Julio Gómez, Carlos Veira, Arturo Cacao, Haroldo Cordón, Ariovaldo Guilherme y Alex Monterroso López.

## Palmarés
Primera División de Ascenso: 2
1997/1998 y  2015/16

## Jugadores

### Plantilla Clausura 2016

#### Bajas Clausura 2014
| Altas                    |          |              |      |
| Jugador                  | Posición | Procedencia  | Tipo |
| Hugo Paz                 |          | Bandera de ? |      |
| Juan José Molina         |          | Bandera de ? |      |
| Alejandro Acosta         |          | Bandera de ? |      |
| Johan Winter             |          | Bandera de ? |      |
| Juan Ignacio Panzariello |          | Bandera de ? |      |
| Yelsin Calel             |          | Bandera de ? |      |
| Julián Chacón            |          | Bandera de ? |      |
| Herberth Bol             |          | Bandera de ? |      |
| Jaime Peláez             |          | Bandera de ? |      |
| Douglas Rivas            |          | Bandera de ? |      |
| Daniel Marín             |          | Bandera de ? |      |
| Wilson Pineda            |          | Bandera de ? |      |
| Jhonny Leonardo          |          | Bandera de ? |      |
| Allan Lemus              |          | Bandera de ? |      |

#### Altas Apertura 2019
| Altas                |               |              |                 |
| Jugador              | Posición      | Procedencia  | Tipo            |
| Javier Colli         | Portero       | Correcaminos | Fin de contrato |
| Cristopher Robles    | Delantero     | Bandera de ? |                 |
| Luis Carlos González | Delantero     | Aurora FC    | Fin de contrato |
| Oscar Canchan        | Mediocampista | Bandera de ? |                 |
| Jimmy Benito         | Mediocampista | Bandera de ? |                 |
| David Aroche         | Mediocampista | Municipal    |                 |